# B. C. Manjunath
B. C. Manjunath (* 1976 in Karnataka) ist ein indischer Mridangam-Spieler, der auf dem Gebiet der klassischen indischen Musik ebenso aktiv ist wie im Jazz und der Weltmusik.
Der Sohn des Mridangamspielers B. K. Chandramouli studierte u. a. bei K. N. Krishna Murthy und T. K. Murthy und arbeitete mit indischen Musikern wie Sangeetha Kalaratna, R. R. Keshavamurthy, H. P. Ramachar, Mysore M. Nagaraj und Mysore M. Manjunath, Suma Sudhindra und N. Ravikiran zusammen.
Nach Auftritten in Südindien tourte er u. a. in Malaysia, Singapur, Taiwan und Südkorea, zahlreichen europäischen Staaten, Ägypten, den USA und Kanada. Er traf mit dem türkischen Sufi-Sänger Kani Karaka, dem italienischen Cantautore Lucio Dalla, dem amerikanischen Posaunisten Robin Eubanks, dem Tänzer Akram Khan aus Großbritannien, dem italienischen Bibiena Quintet und den Komponisten Rafael Reina und Riccardo Nova zusammen. Auch jammte er 2006 in Bangalore mit Wolfgang Haffner und seinem Quartett.
Manjunath unterrichtet Mridangam an der von seinem Vater gegründeten Musikschule und gab Workshops am Konservatorium Amsterdam, beim Internationalen Tanzfestival in Wien und bei Festivals in Sydney und Altamura. 2003 trat er auf dem North Sea Jazz Festival auf.

## Preise und Auszeichnungen
2002 erhielt er den Ananya Yuva Puraskar, mit dem talentierte Perkussionisten aus Karnataka ausgezeichnet werden. 2005 wurde er mit dem CMANA Award ausgezeichnet.

## Diskografie
- Layamilana: Nadalayavrusti
- Percussive Arts Centre Bangalore: Laya Vinyasa
- Bhedam: Rikshaw Chase
- Slick Road (mit Timuçin Şahin, Robin Eubanks, Hein van de Geyn, Afra Mussawisade)